# Sant Andreu d'Oliveda
Sant Andreu d'Oliveda és una esglesiola del municipi de Maçanet de Cabrenys (Alt Empordà) inclosa en l'Inventari del Patrimoni Arquitectònic de Catalunya. L'esglesiola de Sant Andreu d'Oliveda està situada a dos quilòmetres al sud del poble.

## Descripció
És un temple d'una nau amb absis rectangular; conserva una gran part de la primitiva construcció. La capçalera i l'arrencada d'ambdós murs laterals de la nau, presenten en l'exterior, un aparell de carreus força grans, esquadrats i allisats, amb tendència a les formes quadrangulars. Fa l'efecte que aquest material ben treballat procedeix d'algun edifici més antic, perquè es col·locà en el temple d'una forma mal traçuda. Les filades són seguides, però presenten irregularitats; els carreus són d'altures diferents i no encaixen gaire bé. Els mateixos murs, a l'interior del temple, ofereixen un tipus constructiu del tot diferent pel fet de posseir molts menys carreus escairats.
La presència de nombroses pedres sense treballar o poc retocades motiva que les filades no segueixin enlloc de cap a cap dels murs. Les cantonades entre la nau i la capçalera són poc acusades tant a l'interior com a l'exterior de l'edifici. En els murs de la nau s'hi poden veure alguns fragments amb aparell de pedres sense escairar, diferent del de la capçalera. La més gran part d'aquesta nau correspon a una reforma molt tardana, coetània al seu torn de llunetes dels segles XVII o XVIII. També han sofert modificacions molt notables la volta del presbiteri que actualment té forma rebaixada.
En els murs de migdia de la nau i de l'absis hi ha finestres d'un sol vessant, de forma rectangular, sense arcs a manera d'espitlleres. La que s'obre al centre del mur de llevant de l'absis és de doble esqueixada i té arcs de punt rodó, monolítics. Sobre d'ella a poca distància, hi ha una petita obertura rectangular, avui paredada. L'única porta existent no és antiga i s'obre a migdia de la nau.

## Història
L'església de Sant Andreu d'Oliveda fou donada al monestir de Sant Pere de Camprodon l'any 952 pel comte Sunifred de Besalú. En l'acta de consagració del monestir benedictí (1169) es fa referència a la "ecclesiam sancti Andra de Oliveda cum decimis et primitiis et oblationibus suis". El 4 d'agost de 1306 el bisbe de Girona Bernat aprovà, mitjançant el cobrament de 25 sous barcelonesos, la venda de la vuitava part del delme de diferents masos de Sant Andreu d'oliveda feta per Ermessenda de Cabrera i el seu fill Arnay a Ramon de Quintana. L'ermita ja no apareix en les relacions de parròquies del segle xvii.